# Rainer Sabelleck
Rainer Sabelleck (* 1953 in Warin/Kreis Sternberg) ist ein deutscher Historiker und Autor.

## Leben und Wirken
Sabelleck absolvierte das Studium der Germanistik und Geschichte an der Georg-August-Universität Göttingen (Nebenfächer: Skandinavistik, Politik, Philosophie). Nach dem Ersten Staatsexamen und promovierte er mit einem Doktorandenstipendium der Max-Planck-Gesellschaft als wissenschaftlicher Angestellter am Max-Planck-Institut für Geschichte in Göttingen mit seiner Arbeit über Jüdisches Leben in einer nordwestdeutschen Stadt: Nienburg. An der Hamburger Universität nahm er die Arbeiten an seiner Habilitationsarbeit auf und hielt Seminare in Hamburg und Göttingen. Ein Referendariat am Studienseminar Lüneburg schloss er mit dem Zweiten Staatsexamen ab. Er erhielt Lehraufträge an verschiedenen Universitäten. Aufgrund der Erkrankung und des Todes seiner Frau versah Sabelleck als alleinerziehender Vater jahrelang ausschließlich den Schuldienst mit halber Stundenzahl in Lüneburg.
Forschungsreisen führten Sabelleck in verschiedene europäische und außereuropäische Länder.
Sabelleck ist Begründer der „Schriftenreihe des Landschaftsverbandes Südniedersachsen“ und Organisator und Leiter von wissenschaftlichen Fachtagungen, Konferenzen und Ausstellungen, unter anderem:
- Leben und Schreiben in der Provinz. Georg Steinberg. Gedenkausstellung anläßlich des 150. Geburtstages. Göttingen 1990[2]
- Tagung „Hannovers Übergang vom Königreich zur preußischen Provinz“ am 2. November 1991 in Göttingen.[3]
- Ausstellung „Der Zerstörung entronnen“: Die Rettung der Hansestadt Hamburg am 3. Mai 1945 in Häcklingen. Lüneburg, <Waldhaus Häcklingen/„Möllering-Villa“>: Filmvortrag im Großen Saal der Lüneburger Handwerkskammer. Ausstellung im Kleinen Saal. Anlässlich des Hansetages in Lüneburg, 3 – 7. Juli 2012.[4]

Er ist Herausgeber von Sammelwerken zur Geschichte Braunschweig-Lüneburgs und des Königreichs Hannover, Herausgeber von Beiträgen zur Geschichte jüdischer Deutscher, zur Geschichte des jüdischen Schulwesens und zur Geschichte von Religionsflüchtlingen (Salzburger und Berchtesgadener). Außerdem fungiert er als Herausgeber von Werken des jüdischen Schriftstellers Georg Steinberg und als Publizist.
Sabelleck war maßgeblich daran beteiligt, das „Waldhaus Häcklingen“ („Möllering-Villa“) bei Lüneburg unter Denkmalschutz stellen zu lassen. Mit dem Verein „Luneburg Capitulation May 4th 1945“ Dokumentationszentrum Waldhaus Häcklingen e. V. wollte er das ehemalige Hauptquartier der 2. Britischen Armee (General-Lieutenant Sir Miles Dempsey) – Schauplatz der Kapitulation Hamburgs am 3. Mai 1945 – als eines der letzten und bedeutendsten zeitgeschichtlichen Baudenkmäler, die in Lüneburg überleben konnten, schützen, als Dokumentationszentrum einrichten und der Nachwelt überliefern, jedoch scheiterte das Vorhaben.
Sabelleck wurde 1993 für seine Dissertation „Jüdisches Leben in einer nordwestdeutschen Stadt: Nienburg“ mit dem Preis der Neuhoff-Fricke-Stiftung und der Stadt Nienburg ausgezeichnet.
Sabelleck lebt in Lübeck und befindet sich im Ruhestand.

## Werke (Auswahl)

### Als Autor
- Synagogen, Schulen und Friedhöfe. Über die Entwicklung und das Ende jüdischer Gemeindeeinrichtungen im Gebiet des heutigen Landkreises Nienburg (1843–1938). Landkreis Nienburg/Weser, Nienburg/Weser 1988.
- Leben und Schreiben in der Provinz. Georg Steinberg. Gedenkausstellung anläßlich des 150. Geburtstages. Göttingen 1990 (Katalog zur Ausstellung)
- Jüdisches Leben in einer nordwestdeutschen Stadt: Nienburg. Vandenhoeck und Ruprecht, Göttingen 1991.
- Juden in Göttingen (1648–1866). In: Dietrich Denecke, Helga-Maria Kühn, Ernst u. a. (Hrsg.): Göttingen. Geschichte einer Universitätsstadt. Band 2. Vandenhoeck & Ruprecht, 2002, ISBN 978-3-525-36197-9, S. 635–658 (google.de).

### Als Herausgeber
- mit Georg Steinberg: Nahharkels. Gedichte. Hrsg. und mit einem Nachwort versehen von Rainer Sabelleck. Alpe, Nienburg (Weser) 1989, ISBN 3-924792-12-7.
- Kriegs- und Friedenserlebnisse eines hannoverschen Jägers. Georg Steinbergs „Beim 3. Jägerbataillon“. Mannheim 1991.
- Juden in Südniedersachsen. Geschichte, Lebensverhältnisse, Denkmäler. Beiträge zu einer Tagung am 10. November 1990 in Göttingen. Hahn, Hannover 1994.
- Hannovers Übergang vom Königreich zur preussischen Provinz. 1866. Beiträge zu einer Tagung am 2. November 1991 in Göttingen [Ausstellung und Tagung „Südniedersachsen vor 125 Jahren – Hannovers Übergang vom Königreich zur Preussischen Provinz“]. Hahn, Hannover 1995.